# Batheuchaeta tuberculata
Batheuchaeta tuberculata är en kräftdjursart som beskrevs av Markhaseva 1986. Batheuchaeta tuberculata ingår i släktet Batheuchaeta och familjen Aetideidae. Inga underarter finns listade i Catalogue of Life.